# Nelson Horatio Darton
Nelson Horatio Darton (Brooklyn, 17 de dezembro de 1865 – Washington, D.C., 28 de fevereiro de 1948) foi um
geólogo estadunidense
Começou a trabalhar no Serviço Geológico dos Estados Unidos em 1886. Recebeu a Medalha Penrose de 1940.

## Publicações
- Preliminary report on the geology and underground water resources of the central Great Plains U.S. Geological Survey Professional Paper 32(1905)
- Geology of the Owl Creek Mountains, with notes on resources of adjoining regions in the ceded portion of the Shoshone Indian Reservation, Wyoming United States 59th Congress, Senate Document no. 219, (1906)
- Description of Bald Mountain and Dayton quadrangles, Wyoming U.S. Geological Survey Geologic Atlas, folio 141 (1906)
- Description of Cloud Peak and Fort McKinney quadrangles, Wyoming U.S. Geological Survey Geologic Atlas, folio 142 (1906)
- Geology of the Bighorn Mountains U.S. Geological Survey Professional Paper 51 (1906)
- Geology and underground waters of the Arkansas Valley in eastern Colorado U.S. Geological Survey Professional Paper 52 (1906)
- Paleozoic and Mesozoic of central Wyoming:. Geological Society of America Bulletin, v. 19, p. 403–470 (1908)
- Geology and water resources of the northern portion of the Black Hills and adjoining regions in South Dakota and Wyoming U.S. Geological Survey Professional Paper 65 (1909)
- Description of the Laramie and Sherman quadrangles, Wyoming with E. Blackwelder, and C.E. Siebenthal U.S. Geological Survey Geologic Atlas, folio 173 (1910)
- Description of the central Black Hills, South Dakota with S. Paige U.S. Geological Survey Geologic Atlas, folio 219 (1925)